# رابيسو
رابيسو أو رابسو أو راباسا نوع من الكائنات التي ورد إسمها في الأساطير الأكادية وتعني («المتخفي»؛ وبالسومرية «مشكيم»: وتعني «المفوض، الوكيل»))، وهي أرواح أو شياطين مصاصي دماء شريرة تهدد دائماً مداخل المنازل وتختبئ في الزوايا المظلمة لتهاجم الناس. ووكان يُعتقد أن ملح البحر النقي يمكن أن يردعهم لأن الملح يمثل حياة غير قابلة للفساد (حيث كانوا يعتقدون أن الحياة ولدت لأول مرة من البحر). وتعيش هذه الكائنات في الجحيم، في منطقة تسمى صحراء العذاب، ويهاجمون الأرواح التي وصلت حديثاً أثناء سفرهم في طريق العظام إلى مدينة الموتى.
يصف كتاب دين بابل وآشور للكاتب ثيوفيلوس بينتشز الرابسو بأنه «المنقض» الذي «يُنظر إليه على أنه روح تكمن في الانتظار للانقضاض على فريسته». ويقول الإصحاح الرابع الآية 6 و 7 من سفر التكوين:
يعتقد الكتاب المقدس الأمريكي الجديد من بين آخرين أن «الشيطان الكامن»، والذي يعني في العبرية «الرابض» مشابه لكلمة رابسو. لذلك من الممكن أن يظهر هذا تقليداً مستمراً في ثقافة العبرانيين الناشئة في بابل.
البابليون كانوا مهووسون بالجن والعفاريت ولديهم عفريتان شهيران اسمهما رابيسو وبزوزو. تم إدراج رابسو في طقوس شوربو البابلية التي تتعلق بالحرق، مثل الاحتراق الرمزي للسحرة. حيث تسمح طقوس شوربو بنفي رابسو الموصوف بأنه «شيطان ينفجر على ضحاياه على حين غرة».
في كتاب سيمون نكرونوميكون الذي يحتوي على مزيج من الأساطير بما في ذلك السومرية، تم وصف الرابسو بالشياطين القديمة. يتحدث عن الإله مردوخ الذي حارب تيامات وكينغو وعزاثوث. من بين الأسماء الخمسين لمردوخ اسم «ناريلوغاديمرانكيا» وهو السادس. ويُقال إن «ناريلوغاديمرانكيا» هو القائد الفرعي لشياطين الرياح، الذي يوصف بأنه عدو رابسو وجميع الماشكيم الذين يطاردون البشر. ويقال إن الاسم السابع لمردوخ «أسارولودو» يمتلك القوة باستخدام كلمته المقدسة بانماشكيم لإبعاد كل ماشكيم ورابسو.

## الهوامش
1. ↑  ويغيرمان، فرانس. "هرج ومرج بلاد ما بين النهرين". SMSR 77/2: 320. مؤرشف من الأصل في 2021-11-08.
2. ↑  الكتاب المقدس ، سفر التكوين ، الاصحاح 4 الآية 6 و7 نسخة محفوظة 2021-11-08 على موقع واي باك مشين.
3. ↑  د. خالد كروم ، الإنس والجن ليعبدونِ ، الحوار المتمدن ، العدد 5386 ، 2016/12/29 نسخة محفوظة 8 نوفمبر 2021 على موقع واي باك مشين.
4. ↑  الكتاب المقدس الدولي القياسي
5. ↑  الخمسون اسم لمردوخ نسخة محفوظة 2007-05-20 على موقع واي باك مشين.